# Avril-sur-Loire
Avril-sur-Loire ist eine französische Gemeinde mit 247 Einwohnern (Stand 1. Januar 2022) im Département Nièvre in der Region Bourgogne-Franche-Comté. Sie gehört zum Arrondissement Nevers und zum Kantons Saint-Pierre-le-Moûtier.

## Geographie
Die Gemeinde liegt im Loiretal, etwa acht Kilometer westlich von Decize. Nachbargemeinden von Avril-sur-Loire sind:
- Sougy-sur-Loire im Norden,
- Decize im Osten,
- Saint-Germain-Chassenay im Süden,
- Neuville-lès-Decize im Südwesten und
- Fleury-sur-Loire im Westen.

Der Ort liegt am linken Ufer der Loire, zwischen dem Fluss und dem Canal latéral à la Loire (dt.: Loire-Seitenkanal), der hier rund einen Kilometer südlich parallel zum Fluss verläuft. Während das westliche Gemeindegebiet durch seinen Anteil am Bois de Neuville stark bewaldet ist, dominieren im östlichen Teil die Flüsse Acolin, Abron und Dornette, die allesamt der Loire zustreben.

## Bevölkerungsentwicklung
| Jahr                       | 1968 | 1975 | 1982 | 1990 | 1999 | 2006 | 2016 |
| Einwohner                  | 188  | 193  | 168  | 235  | 234  | 235  | 266  |
| Quellen: Cassini und INSEE |      |      |      |      |      |      |      |

## Sehenswürdigkeiten
- Romanische Kirche Saint-Pierre aus dem 11. Jahrhundert
- Romanische Kapelle aus dem 12. Jahrhundert in der ehemaligen Kommende des Templerordens Loges-Feuilloux, an der Grenze zur Nachbargemeinde Neuville-lès-Decize

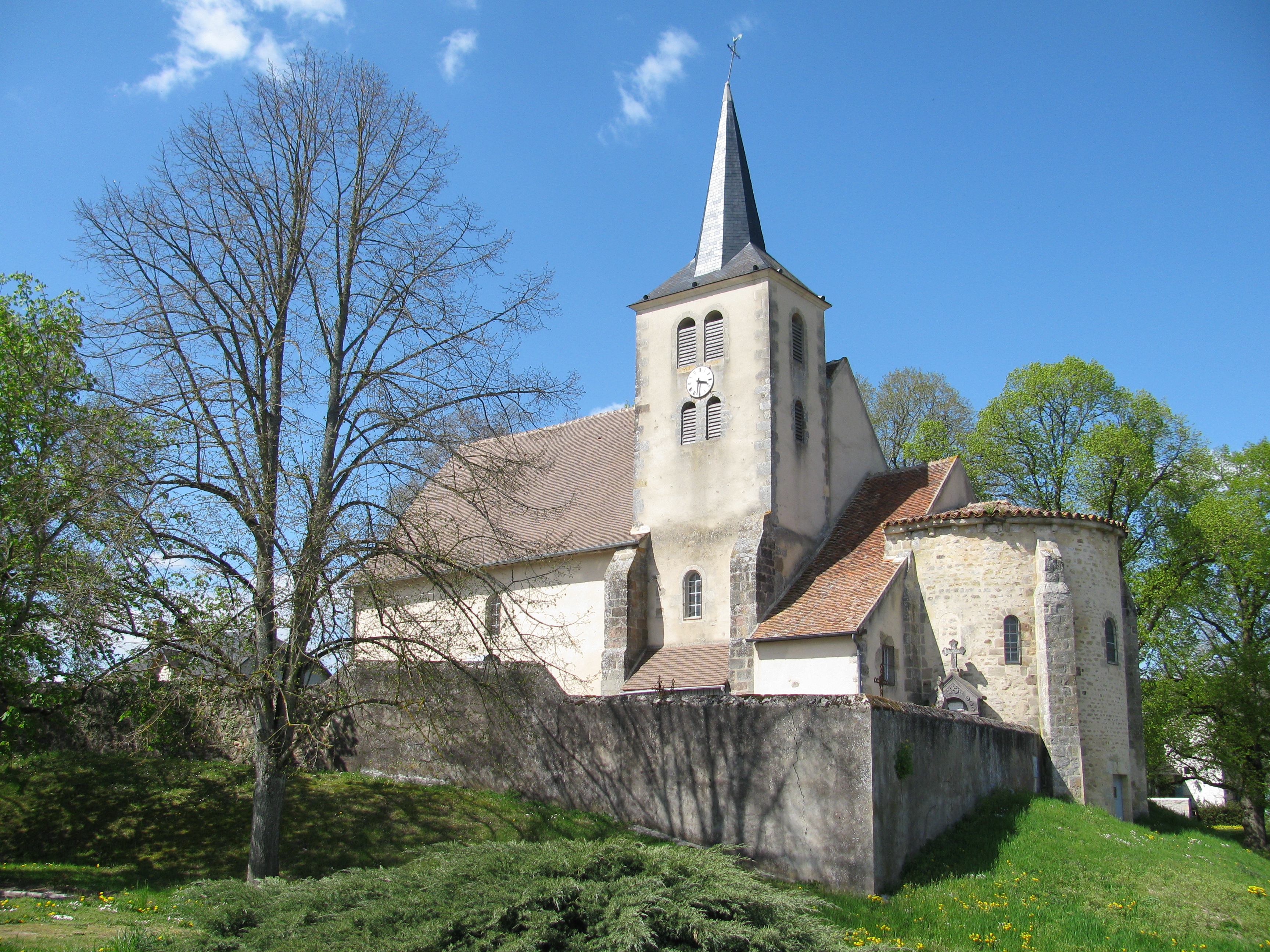
Kirche Saint-Pierre

## Schiffsverkehr
Der Loire-Seitenkanal ist heute zwar für die Frachtschifffahrt ohne Bedeutung, der Tourismus auf dem Wasser mit Sport- und Hausbooten ist jedoch im Steigen begriffen und ermöglicht den Ufergemeinden zusätzliche Einnahmen. Es wurde daher ein Anlegeplatz für Boote (frz.: Halte nautique) am Kanal nahe dem Ortszentrum errichtet.